# Krasnice
Krasnice je vesnice, část obce Litošice v okrese Pardubice. Nachází se asi 2 km na severovýchod od Litošic. V roce 2009 zde bylo evidováno 259 adres. V roce 2001 zde trvale žilo 24 obyvatel.
Krasnice leží v katastrálním území Litošice o výměře 10,12 km2.

## Historie
První písemná zmínka o obci pochází z roku 1318.

## Pamětihodnosti
- Na břehu Krasnického rybníka se nachází pomník věnovaný nerovnému boji šestičlenné diverzní skupiny partyzánského oddílu Záře proti německým jednotkám o přilehlé stavení, který se odehrál dne 21. 12. 1944[7].